# مذبحة جامبورو نجالا 2014
مذبحة جامبورو نجالا 2014 في ليلة 5-6 مايو 2014 هاجم مسلحو بوكو حرام بلدتي غامبورو ونغالا في ولاية بورنو شمال شرق نيجيريا. قُتل حوالي 310 من السكان في المجزرة التي استمرت 12 ساعة، ودُمرت البلدة إلى حد كبير.
خلال الليلة نفسها اختطفت بوكو حرام ثماني فتيات تتراوح أعمارهن بين 12 و15 عامًا من شمال شرق نيجيريا، وتم رفع العدد لاحقًا إلى 11.

## خلفية
استضاف جامبورو نجالا الحامية الأمنية التي غادرت المدينة قبل الهجوم لملاحقة مرتكبي اختطاف تلميذة تشيبوك. تعتبر ولاية بورنو ولاية محورية بالنسبة لبوكو حرام. وطبقاً للسيناتور النيجيري أحمد زانا وعدد من السكان فإن قوات الأمن غادرت غامبورو نجالا بعد أن نشر مسلحو بوكو حرام شائعات بأن التلميذات المخطوفات تم رصدهن في مكان آخر.

## المذبحة
مسلحين ببنادق إيه كي 47 وآر بي جي هاجم المسلحون البلدة على ناقلات جند مدرّعة، سُرقت من الجيش النيجيري قبل عدة أشهر. فتح المسلحون النار على الناس في سوق مزدحم كان يفتح ليلا عندما تنخفض درجات الحرارة. وبعد أن أضرمت النيران في المنازل أطلق المسلحون النار على السكان الذين حاولوا الفرار من النار.
تم تحديد عدد القتلى الرسمي لأول مرة عند 200 في 7 مايو. أبلغ كل من زنة ووزيرى حسن عن 336 حالة وفاة على الأقل.